# 兰氏贾第鞭毛虫
蓝氏贾第鞭毛虫又稱兰伯贾第虫、梨形鞭毛蟲，简称贾第虫。屬於鞭毛蟲綱，主要寄生在人体肠道内，引起腹痛、腹泻和吸收不良等症状。致梨形鞭毛蟲病，为人体肠道感染的常见寄生虫之一。旅行者和儿童易患病。賈第蟲也可感染動物，如哺乳動物、鳥類、爬蟲類、兩棲動物。在鳥類，賈第蟲可以讓鳥身體癢，以致把羽毛啄掉。1681年由雷文霍克所發現並描繪下來。
賈第蟲喜歡棲息於冷水裡，如山上的河水、冷泉等。在美國，賈第蟲是除了細菌以外最常造成腹瀉的疾病。避免賈第蟲的方法為煮熟水源。賈第蟲不會被碘消滅。寵物有賈第蟲的疫苗。

## 文內注釋
1. ↑  https://www.termonline.cn/search?k=Giardia%20lamblia&r=
2. ↑  . 上海科学技术出版社. 1980: 88.
3. ↑  丁明美. . 中國紡織出版社. 2020: 119. ISBN 9787518067589.
4. ↑  尼克·連恩. 生命的躍升：40億年演化史上最重要的10個關鍵。
梨形鞭毛蟲從來沒有被直擊過有性行為，但是它們卻保有全套減數分裂所需要的基因
5. ↑  LifeStrawTM. [2008-03-06]. （原始內容存檔於2008-02-22）.

## 外部連結
- 寄生蟲學-protozoa(原蟲)-Giardia lamblia(梨形鞭毛蟲) （页面存档备份，存于）
- 台灣大學醫學系學習資源網 （页面存档备份，存于）